# 羅曼尼夫 (舍佩蒂夫卡區)
50°18′44″N 27°8′32″E / 50.31222°N 27.14222°E
羅曼尼夫（羅馬化：Romaniv）是烏克蘭的村落，位於該國西部赫梅利尼茨基州，由舍佩蒂夫卡區負責管轄，處於科爾奇克河畔，始建於1630年，面積0.88平方公里，海拔高度236米，2009年人口414。